# Wojciech Szepel
Jerzy Wojciech Szepel (* 29. November 1970 in Gorzów Wielkopolski, Polen) ist ein polnischer Kameramann.

## Leben
Wojciech Szepel schloss 1996 sein Studium an der Staatlichen Hochschule für Film, Fernsehen und Theater Łódź ab. Seitdem er im Jahr 2002 mit Alarm und Mein erstes Wunder als Kameramann für einen Langspielfilm debütierte, war er unter anderen ebenfalls für Kameraarbeiten von Hänsel und Gretel, Wut und Ich will da sein – Jenny Gröllmann verantwortlich. Für seine Arbeiten an White Girl und Any Human Heart – Eines Menschen Herz wurde er jeweils als bester Kameramann für einen BAFTA TV Award nominiert.

## Filmografie (Auswahl)
- 2002: Alarm
- 2002: Mein erstes Wunder
- 2004: Das Apfelbaumhaus
- 2005: Charles und Camilla – Liebe im Schatten der Krone (Whatever Love Means)
- 2005: Tatort: Erfroren
- 2006: Hänsel und Gretel
- 2006: Wut
- 2008: Tess of the D’Urbervilles
- 2008: Herrn Kukas Empfehlungen
- 2008: Ich will da sein – Jenny Gröllmann
- 2008: White Girl
- 2009: Der Junker und der Kommunist
- 2010: Any Human Heart – Eines Menschen Herz (Any Human Heart, Fernsehserie, vier Folgen)
- 2010: Das älteste Gewerbe
- 2010: Manche Hunde beißen (Some Dogs Bite)
- 2011: Die Himmelsläufer von New York (Skydancer)
- 2012: Anleitung zum Unglücklichsein
- 2013: Die Spione von Warschau (The Spies of Warshaw)
- 2015: Brief an mein Leben (Fernsehfilm)
- 2015: Fortitude (Fernsehserie)
- 2015: Lontano – Die Schaubühne von Peter Stein
- 2015: Der Bankraub (Fernsehfilm)
- 2017: Man in an Orange Shirt
- 2017: Howards End (Fernsehvierteiler)
- 2020: Die Kinder von Windermere (The Windermere Children, Fernsehfilm)
- 2020: Roadkill (Fernsehserie)